# Distrikt Yanas
Der Distrikt Yanas liegt in der Provinz Dos de Mayo in der Region Huánuco in Westzentral-Peru. Der Distrikt wurde am 12. September 1921 gegründet. Er besitzt eine Fläche von 37,3 km². Beim Zensus 2017 wurden 2387 Einwohner gezählt. Im Jahr 1993 lag die Einwohnerzahl bei 3302, im Jahr 2007 bei 3127. Verwaltungssitz des Distriktes ist die 3470 m hoch gelegene Ortschaft Yanas mit 889 Einwohnern (Stand 2017). Yanas befindet sich 13,5 km nordnordöstlich der Provinzhauptstadt La Unión.

## Geographische Lage
Der Distrikt Yanas liegt östlich der peruanischen Westkordillere südzentral in der Provinz Dos de Mayo. Er wird im Süden vom Río Choras, im Westen und im Nordwesten vom Río Vizcarra sowie im Nordosten vom Río Marañón begrenzt.
Der Distrikt Yanas grenzt im Südwesten an den Distrikt Sillapata, im Nordosten an den Distrikt Chuquis sowie im Osten und im Süden an den Distrikt Pampamarca (Provinz Yarowilca).

## Ortschaften
Im Distrikt gibt es neben dem Hauptort folgende größere Ortschaften:
- Huanzapampa